# Jaroslav Nešetřil
Jaroslav Nešetřil (* 13. března 1946 v Brně) je český matematik, profesor Matematicko-fyzikální fakulty Univerzity Karlovy a výtvarník. V matematice se zabývá především kombinatorikou (Ramseyova teorie), ale také algebrou a teoretickou informatikou, jeho Erdősovo číslo je 1. Ve výtvarném umění spolupracoval s Jiřím Načeradským.

## Profesní životopis
Mezi lety 1964 a 1969 studoval na Matematicko-fyzikální fakultě Univerzity Karlovy, část tohoto studia však strávil v zahraničí, konkrétně na Universität Wien (1968) a McMaster University v Hamiltonu v Kanadě (1969). Titul RNDr. získal v roce 1970, CSc. roku 1975 a DrSc. 1988. Roku 1987 se stal docentem a 1993 profesorem Univerzity Karlovy.
V současné době je profesorem katedry aplikované matematiky na Matematicko-fyzikální fakultě Univerzity Karlovy a současně ředitelem Institutu teoretické informatiky a DIMATIA Centre, jehož je také zakladatelem. Jaroslav Nešetřil je autorem více než 250 odborných článků. Je zahrnut do celosvětového Stanfordského seznamu
2% vědců úhrnem nejcitovanějších, spolu s jinými cca 400 lidmi z
ČR.

## Ocenění
- Stříbrná medaile Jednoty českých matematiků a fyziků (1977)
- Státní cena (1985) za soubor článků týkajících se Ramseyovy teorie
- Korespondent německé akademie věd (1996)
- Čestný doktorát University of Alaska (2002)
- Člen Učené společnosti ČR (od 2004)[2]
- Medaile Za zásluhy (2010)
- Cena Neuron za přínos světové vědě za rok 2010 - matematika (2010)